# Antipodocottus mesembrinus
Antipodocottus mesembrinus és una espècie de peix pertanyent a la família dels còtids.

## Descripció
- Fa 5,1 cm de llargària màxima.[5][6]

## Hàbitat
És un peix marí i demersal que viu fins als 352 m de fondària.

## Distribució geogràfica
Es troba al Pacífic occidental: Indonèsia.

## Observacions
És inofensiu per als humans.